# Amomum hochreutineri
Amomum hochreutineri là một loài thực vật có hoa trong họ Gừng. Loài này được Theodoric Valeton mô tả khoa học đầu tiên năm 1906.

## Phân bố
Loài này có trên các núi Salak, Gede và Malabar ở Tây Java, Indonesia. Được tìm thấy ở cao độ 1.000-1.400 m (3.280-4.590 ft).